# 1790 Volkov
Az 1790 Volkov (ideiglenes jelöléssel 1967 ER) a Naprendszer kisbolygóövében található aszteroida. Ljudmila Csernih fedezte fel 1967. március 9-én.